# ルーカス・シウヴァ・ボルジェス
ルーカス・シウヴァ・ボルジェス（Lucas Silva Borges、 1993年2月16日 - ）は、ブラジル・ゴイアス州イツンビアラ出身のサッカー選手。ポジションはミッドフィールダー。グレミオFBPA所属。
ルーカス・シウバと表記されることもある。

## 経歴

### クラブ

#### クルゼイロEC
クルゼイロの下部組織出身で、2011年からトップチームでプレーしている。2013年にはクルゼイロのブラジルリーグ制覇に貢献。
2014年10月15日、スペインのレアル・マドリードがドイツ代表MFサミ・ケディラの退団が決まった場合、クルゼイロ所属のブラジル人MFルーカス・シウヴァの獲得に動くと、スペイン紙『マルカ』が伝えていた。なお同年10月19日にはプレミアリーグのチェルシーFCも関心をしていると報道されていた。

#### レアル・マドリード
2015年1月23日、以前から噂があったスペインのレアル・マドリードへ移籍することが発表された。移籍金は、1300万〜1400万ユーロ程度の模様。契約は2020年6月30日まで。背番号は16番。マドリッドのバラハス空港に到着したシウヴァは、報道陣に対して「マドリッドに降り立つことができて幸せだ。夢がかなった」とコメントした。
2015年2月14日、リーガ・エスパニョーラ第23節のデポルティーボ戦で71分に途中出場して、リーガ・エスパニョーラデビューを果たした。なおレアル・マドリードにとって、22人目のブラジル人選手となった。

#### オリンピック・マルセイユ
2015年8月27日、フランスのオリンピック・マルセイユへレンタル移籍することを発表した。期間は2016年6月30日までの1年間となっている。マルセイユではチームの不振に引きずられる形で期待された活躍を見せることができず、最終的に22試合(内、先発出場は11試合)の出場に留まり、スタメンに定着することは出来なかった。またシウバ獲得を希望したのはレアル・マドリードと繋がりの深いミチェル監督の要望であったとされ、必ずしもクラブ首脳陣の意向ではなかったとも報じられた。

#### スポルティングCP〜心臓疾患の疑い
2016年7月1日にレアル・マドリードに復帰。更なる経験を積むため、7月10日にスポルティングCPへのレンタル移籍が合意したが、メディカルチェックにて心臓疾患の疑いが指摘され、レンタル移籍は破談となり、選手生命が危ぶまれた。本人は早期の現役引退を否定、その後の精密検査でも異常が見つからなかったことから、同年9月よりレアル・マドリードで練習を再開した。
なおレアル・マドリードでは、2008年にスペイン代表であったルベン・デ・ラ・レーが心臓疾患の疑いにより早期の現役引退を余儀なくされていた。

#### クルゼイロEC
しかし依然としてレアル・マドリードでは出場機会を得られないことから、2017年1月31日に古巣クルゼイロへのレンタル移籍が発表された。契約期間は18ヵ月間で2018年6月30日までとなっている。2018年7月3日、クルゼイロとのレンタル契約を2019年6月30日まで延長したことが発表された。
レンタル契約終了に伴い、2019年7月にレアル・マドリードに復帰。しかし戦力外となっており、9月3日にシウヴァ本人がSNSでレアル・マドリードと契約解除したことを発表した。

#### グレミオFBPA
2020年1月1日、グレミオFBPA加入が発表された。契約期間は3年間。

### 代表
U－21ブラジル代表では7試合に出場して1得点を記録。今夏にはU-20ブラジル代表としてトゥーロン国際大会に参加し、チームの中心として大会を制覇した。

## 経歴
- 公式戦・スペイン・リーガ・エスパニョーラ初出場 - 2015年2月14日 スペイン・リーガ・エスパニョーラ第23節 デポルティーボ・ラ・コルーニャ戦（エスタディオ・サンティアゴ・ベルナベウ）

## タイトル

### クラブ
クルゼイロEC
- カンピオナート・ブラジレイロ・セリエA：2013, 2014
- カンピオナート・ミネイロ：2014

### 代表
- トゥーロン国際大会：2014